# Gorillas on the Mast
«Gorillas on the Mast» (укр. «Горили на щоглі») — п'ята серія тридцять першого сезону мультсеріалу «Сімпсони», прем'єра якої відбулась 3 листопада 2019 року у США на телеканалі «Fox».

## Сюжет
Сімпсони відвідують аквапарк «Акватрас». Там Ліса звертає увагу, що тварини за склом — нещасні. Через підняття галасу сім'ю виганяють з парку.
Тим часом Гомер гуляє з Меґґі вздовж причалу. Він зауважує, як весело проводять час власники човнів, згадуючи, як він хотів такого в дитинстві, коли рибалив разом із батьком. Продавець човнів помічає Гомера і переконує його придбати судно.
Вночі Барт, Ліса та завгосп Віллі повертаються до аквапарку, щоб випустити косатку в дику природу. По завершенні справи Бартом нарешті розуміє, що таке альтруїзм, який сподобався йому.
Гомер проводить сім'ю на прогулянці на своєму човні. Під час розслабленої поїздки навіть Мардж погоджується, що це було гарною ідеєю купити судно. Наступний відвідувач човна — дідусь Сімпсон. Після завершення спільної поїздки і повернення до пристані, човен починає тонути. Рафаель, саркастичний чоловік, пропонує свою допомогу в якості механіка.
Тим часом натхненний Барт з допомогою Мілгауса вирішує звільнити ще одну тварину — розумну горилу Лоло, яка знає жестову мову. Так само вночі хлопчаки вирушають до зоопарку Спрінґфілда і звільняють тварину, але вона починає сіяти хаос по всьому місту…
Щоб зменшити витрати на обслуговування човна, Гомер вирішує розділити його з Карлом і Ленні, але згодом додаються ще «кілька» співвласників. При спробі попливти всім разом, вони втоплюють човен.
Барт кличе Лісу на допомогу. Коли Лоло лютує у Спрінґфілдській початковій школі, дівчинка зупиняє її за допомогою серіалу «Сайнфелд», що заспокоює тварину. Ліза забирає Лоло додому, щоб допомогти їй повернутися до життя на волі. Всією сім'єю вони везуть горилу до докторки Джейн Гудолл у Пенсільванському мавпячому заповіднику, де Попо (новоназвана Лоло) будуть любити.
У фінальній сцені у таверні Мо Гомер Гомер переконує співвласників затонулого човна пам'ятати, що ті були такими ж крутими, як ті, хто [постійно] володіє човном, тому що судно їм належало цілих п'ять хвилин.

## Цікаві факти і культурні відсилання
- Завгосп Віллі, який допомагає звільнити косатку, є відсиланням до фільму 1993 року «Звільніть Віллі»[1].
- У прем'єрній серії 31 сезону «The Winter of Our Monetized Content», коли Гомер заявляє, що з 5 тисячами доларів він скоро назбирає на човен, на екрані з'являється повідомлення «Дивіться 3 листопада: Гомер купує човен», що він і зробив у цій серії, яка і вийшла в етер 3 листопада.

## Ставлення критиків і глядачів
Під час прем'єри серію переглянули 2,02 млн осіб з рейтингом 0.8, що зробило її найпопулярнішим шоу на каналі «Fox» тієї ночі.
Денніс Перкінс з «The A.V. Club» дав серії оцінку C, сказавши:
|  | Ліса звільняє косатку. Барт звільняє горилу. Гомер купує човен. Голі сюжети. Нічого поганого в цьому немає. Світ «Сімпсонів» складається з дивовижних ситуацій, що стають можливими, іноді навіть правдоподібними, завдяки анімації та вибагливим правилам шоу в реальності… |

Тоні Сокол з «Den of Geek» дав серії дві з половиною з п'яти зірок, сказавши, що серія «по-справжньому не світить. Є багато дуже кумедних реплік та гегів, але нічого, що справді відрізняє його як комічне золото»
Згідно з голосуванням на сайті The NoHomers Club більшість фанатів оцінили серію на 4/5 із середньою оцінкою 3,07/5.